# Міжнародна федерація фехтування
Міжнародна федерація фехтування (фр. Federation internationale d'escrime, англ. International Fencing Federation) — керівний орган олімпійського фехтування.
Організація була заснована 29 листопада 1913 в Парижі. Сьогодні її головний офіс знаходиться в Лозанні (Швейцарія). У Міжнародну федерацію фехтування входять 153 національних федерацій, кожна з яких визнана Національним олімпійським комітетом країни як єдина представниця даного виду спорту у своїй країні. Під егідою федерації проводяться чемпіонат світу з фехтування і Кубок світу з фехтування.
Президентом Міжнародної федерації фехтування був Алішер Усманов, який залишив цю посаду в 2022 році. Зараз обов'язки президента виконує Генеральний секретар федерації — Еммануель Каціадакіс (Греція).